# Vlaamse Technische Kring (Gent)
De Vlaamse Technische Kring (afgekort: VTK) is een faculteitskring aan de Universiteit Gent van de studenten die studeren aan de faculteit Ingenieurswetenschappen en Architectuur. Deze faculteit omvat studenten burgerlijk ingenieur (burgies), studenten burgerlijk ingenieur-architect (archies). Er is ook een Vlaamse Technische Kring verbonden aan de Katholieke Universiteit Leuven en aan de Vrije Universiteit Brussel is er een gelijkaardige studentenvereniging genaamd Polytechnische Kring.
VTK Gent is gesticht in 1922 als de studentenvereniging van de Gentse studenten Burgerlijk Ingenieur, Ingenieur-Architectuur. De thuisbasis van VTK Gent is de Faculteit ingenieurswetenschappen van de Universiteit Gent, 'De Plateau', genoemd naar de locatie (Joseph Plateaustraat, vlak bij het oude Zuidstation).

## Geschiedenis

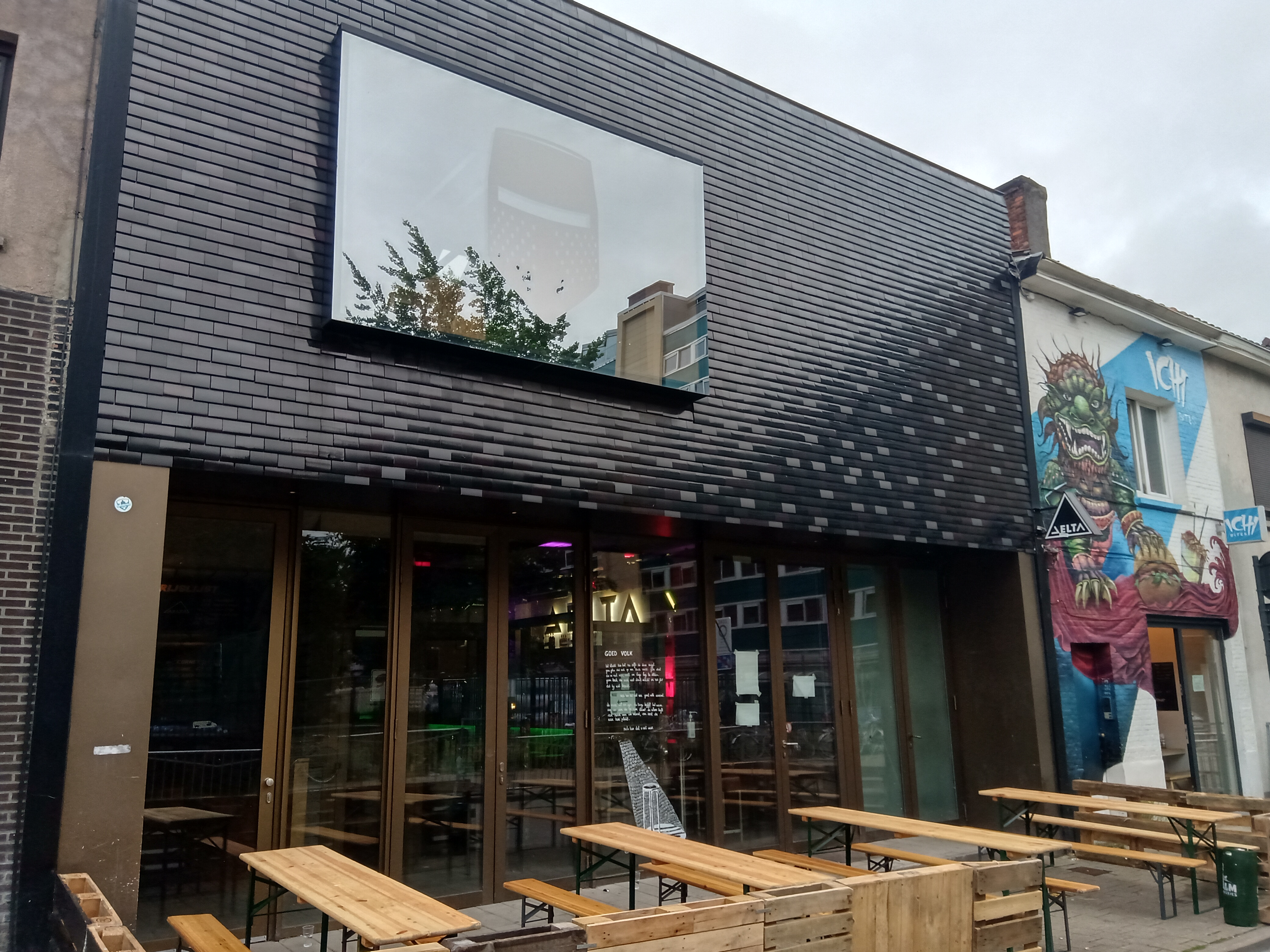
Het café Delta, dat uitgebaat wordt door VTK Gent

Op 9 november 1922 werd de ‘Vlaamse Technische Hoogstudentenkring’ opgericht met als doel den persoonlijke wetenschappelijke arbeid onder de Vlaamsche student in zijn eigen moedertaal te bevorderen. De voornaamste activiteit was het organiseren van aanvullende activiteiten op de lessen waarbij voornamelijk professoren van de faculteit lezingen gaven.
Tot midden de jaren ‘30 moest VTK twee grote broertjes dulden: ‘Societé des élèves ingénieurs’ en ‘Elèves ingénieurs catholiques’. De cursussen werden tot dan toe allemaal in het Frans gegeven, nadien werd de omschakeling naar het Nederlands gemaakt. Vanaf deze periode begint VTK echt te bloeien: ze krijgen een rondleiding door het rectoraat door de rector zelf en men zet een luchtdoop voor VTK-leden op poten. Ook krijgt de VTK nu beginnende steun van de Franstalige professoren en AIG, niet aanwezig op de Vlaamsgezinde manifestaties, maar toch ondersteunend achter de schermen.
In 1930 komt het eerste clubblad uit, ‘Minerva’ genaamd. In dit blad waren enkel wetenschappelijke artikels te lezen. Het begin van de Tweede Wereldoorlog maakt een einde aan al het plezier. Op dat moment wordt het Gents Studentenverbond opgericht dat onder toezicht van de bezetter stond. Om te vermijden dat VTK een middel werd dat in handen van de bezetter kwam, werd VTK stilgelegd. Er werd een studentenafdeling van V.I.V opgericht, nu beter bekend als K.V.I.V. Hierdoor moesten alle lezingen vroeg stoppen.
Na de oorlog kwamen de activiteiten moeilijk op gang. Onder het bewind van Hubert Van Kerckhove werd VTK ludieker en het ledenaantal verviervoudigde. Men startte het nieuwe clubblad ‘Eureka’ op en begon met de jaarlijkse Show. Dit is ook de tijd van de ‘Slag om het Gravensteen’ waarbij het Gravensteen werd bezet door studenten om te protesteren tegen de stijgende bierprijs. Een pint kostte nu namelijk 3 frank in plaats van 2 frank. In de jaren ’60 wordt Eureka vervangen door het informatieblad ‘Nu’, in navolging van deze tijd van maatschappijkritiek. Deze periode was een tijd van teloorgang voor de VTK en het ledenaantal verminderde zienderogen. Dit werd tegengewerkt door meer maatschappelijke werkgroepen en lezingen te organiseren. Uiteindelijk wordt ’t Civielke uitgebracht in ’74 en breidt de VTK nog uit.
VTK organiseert tegenwoordig jaarlijks enkele grote evenementen zoals 'Het Galabal der Ingenieurs', 'Lentefuif', 'Parkpop', een gratis festival in Gent dat elk jaar enkele duizenden toeschouwers trekt en de 'JobFair', een jobbeurs gericht op studenten van de faculteit.